# Glenda Morejón
Glenda Estefanía Morejón Quiñónez (Ibarra, Imbabura, 30 de mayo de 2000) es una atleta olimpica ecuatoriana especializada en marcha atlética que ha conseguido su mejor resultado deportivo en la prueba de 20 km en marcha de relevos mixtos en las Olimpiadas de París 2024, junto a su dupla el atleta Daniel Pintado, además fue campeona mundial sub-18 en 2017.
Ha sido tres veces campeona sudamericana. Posee las marcas nacionales de los 5 km marcha en tres categorías. También es acreedora de records sudamericanas y un título panamericano. En los Juegos Olímpicos de París 2024, ganó la medalla de plata en el maratón de marcha por relevos mixtos junto a Daniel Pintado.

## Carrera deportiva
En un principio Glenda Morejón empezó como deportista de largo aliento, sin embargo su entrenador se dio cuenta de que poseía mayores habilidades para la marcha, por lo que a la edad de 13 años comienza con la especialización en caminata olímpica.
En el Campeonato Mundial de Atletismo Sub-18 de 2017 ganó la medalla de oro en los 5 km marcha, con un tiempo de 22:32.30 segundos, por delante de la turca  Meryem Bekmez y de Elvira Khasanova que participaba como atleta independiente.
En el Campeonato Mundial de Marcha por Equipos en Taicang, China, participó en la categoría sub-20 consiguiendo una medalla de plata en los 10 km , con un tiempo de 45:13 detrás de la mexicana Alegna González y por delante de la japonesa Nanako Fujii. 
En la edición XXXIII del Gran Premio Cantones de Marcha, realizado el 8 de junio de 2019 en La Coruña, España; hizo su debut en los 20 km donde pulverizó el récord mundial, alcanzando un tiempo de 1:25:29 en el Sub-20, adjudicándole la medalla de oro. El tiempo realizado en la competencia de "La Coruña", le acreditó la clasificación al Mundial de Atletismo en Doha, los Juegos Panamericanos Lima 2019 y la marca mínima para los Juegos Olímpicos de Tokio 2020.
La andarina de 19 años aparece en la página Web de la Asociación Internacional de Federaciones de Atletismo (IAAF) como líder del ‘ranking’ mundial Sub-20. Además, se proyecta como una de las mejores marchistas juveniles mundiales y ha sido nominada junto a otras 4 deportistas internacionales a la categoría de Mejor Atleta Proyección del Año en los "Premios Mundiales de Atletismo 2019".
Tras un sinnúmero de exitosas participaciones, Glenda, ha logrado entrar al Plan de Alto Rendimiento a cargo de la Secretaría de Deporte del Gobierno Ecuatoriano para obtener resultados de participación óptimos en los juegos de Tokio 2020.
El 5 de marzo, Glenda Morejón, debutó a lo grande en los 35 kilómetros. La marchista ecuatoriana, que ya ha brindado satisfacciones en los 20 kilómetros, cambió de distancia en el Mundial de Omán  y lo hizo consiguiendo el cetro mundial con un tiempo de 2:48:33 y destcandose así con una medalla de oro. La tricolor utilizó la estrategia adecuada lo que le permitió imponerse a la china Maocuo Li, quien alcanzó el segundo lugar de la prueba debido a la eficacia mostrada por la gloria de la marcha tricolor.
En los Juegos Olímpicos de París 2024, Glenda Morejón, junto a Daniel Pintado, consiguió la medalla de plata en la prueba de relevos de marcha. Glenda Morejón también finalizó sexta en la prueba de los 20 km marcha damas en París 2024 con un tiempo 1:27:37.
| Disciplina                    | Desempeño  | Ubicación       | Fecha       | Records          | Puntaje |
| ----------------------------- | ---------- | --------------- | ----------- | ---------------- | ------- |
| Carrera 5000 metros (Marcha)  | 22:25.16   | Cuenca (ECU)    | 26 AGO 2017 | N/A              | 1045    |
| Carrera 5000 metros (Marcha)  | 21:16.00   | Sucúa (ECU)     | 15 ABR 2017 | ABP, AJB         | 1127    |
| Carrera 10000 metros (Marcha) | 44:12.75   | Trujillo (PER)  | 25 AGO 2018 | AJR, NR          | 1115    |
| Carrera 10000 metros (Marcha) | 43:04.00   | Sucúa (ECU)     | 09 MAR 2019 | ABP, AJR         | 1156    |
| Carrera 20000 metros (Marcha) | 1:25:29.00 | La Coruña (ESP) | 08 JUN 2019 | WJB, AR, AJB, NR | 1218    |